# 委員會制
委員會制亦稱為合議制、最高議會制，是共和制的一种，融合議會制和聯邦制兩者的優點，其最大特徵是不存在只由一個人擔任的最高領袖、國家元首、或者政府首腦，“整個委員會被視為一個整體”來統治國家。最高委員會能對全國實行絕對的權威，但內部又可以達成和諧的民主，國家的大小事務都能夠透過最高委員會，迅速協商並且達成一致。在這種委員會制的運作下，行政組織的決策權及管理權都會變得異常有效率，但同時也非常考驗每個委員自身的道德標準，如果能如實按照最初的理念不變（例如現在的瑞士）則會成為全民民主以及社會福利國家的典範。

## 歷史
近代最著名的委員會制國家，是法國督政府時期（1795年－1799年）。法国大革命战争期間，被法國征服的歐洲國家，如西班牙第一共和國，在推翻王室後，也各自組成地區委員會來進行統治。
俄國十月革命後，由俄國共產黨建立蘇維埃政權，也是一種委員會形式。受到蘇聯影響，中華民國在國民政府時期也是採取委員會制運作，一直到1946年行憲後改為內閣制。
過去許多共產主義國家受到蘇聯的影響，許多都採用類似蘇維埃的委員會制：如中華人民共和國，作為國家代表的中國國家主席，根據立法精神是由全國人民代表大會推派出來執行全国人民代表大会常务委员会的共同決議，實際上沒有單獨權力，在形式上属於委員會制；此外，由於中國共產黨是中華人民共和國的唯一執政黨，其最高權力機關——中央委員會的常設機關中央政治局常务委员会在中央政治局會議及中央全會閉幕期間作為黨的最高決策機構，也相應成為了國家的實際最高決策機構，其在中央委員會的负责人總書記主持下召開會議商討重大國是，此亦具有委員會制的特徵。
其他在歷史上的例子，還有烏拉圭、南斯拉夫聯邦（在约瑟普·布罗兹·铁托死後）、烏克蘭等。
現代世界各國中，瑞士是委員會制的典型代表。

## 特徵
- 實行委員會制的國家，全國最高的行政權力是由一個委員會來履行。

- 委員會由一定數目的委員組成，委員會主席由委員選出，僅為名義上的國家元首和最高行政長官，並無特殊權限。

- 委員會是以集體領導的形式來行使其最高行政權。

## 優點及缺點
委員會制的優點是能集思廣益，對問題能有較周全的考慮。同時，各方面的利益和需求可在委員會內反映出來。更加重要的是，權力在委員會內受到制約而至平衡，能夠防止個人專政等現象出現。
另一方面，委員會制缺乏一位號召的領袖，因此容易引致議行合一的權責不清晰，甚至可能會出現委員之間互相推卸責任，使得委員會在決策上及行動上變得緩慢，導致議行合一失當。故此一般只适用于瑞士这一类国家规模较小、政务相对简单的国家。但也有例外，中華民國國民政府採委員會制，而共產國家中的民主集中制被視為委員會制的變形。

## 瑞士委員會制度
- 瑞士的聯邦委員會制本質上是代議制及議會制的混合民主政體，瑞士聯邦委員會按照聯邦議會选举結果产生，聽命於议会，各委員不能兼任議員，並採合議多數決。委員會作為最高行政權力機關，各委員權力均等，除非委員自己辭職，否則任何機關均無權對其罷免或將其免職。议会不能对委员提出不信任案，委员会也无权解散议会。

- 瑞士的國家元首為聯邦委員會主席（又譯聯邦總統）由委員輪流擔任，任期一年，不能连任。聯邦委員會主席沒有特殊權力，僅負責主持會議，各委員均具有相同的權限。同时各委员同時的担任政府各部门的首长，主管所属部门的行政职能。

- 因公民投票制度，而具有人民直接民主的特點。

## 示例
| 主權国家                   | 政治体制                                     | 國家元首                                                                                             | 政府首腦                                  | 國旗               | 國徽               | 地圖               |
| 現存委員會體制國家         | 現存委員會體制國家                           | 現存委員會體制國家                                                                                   | 現存委員會體制國家                        | 現存委員會體制國家 | 現存委員會體制國家 | 現存委員會體制國家 |
| -------------------------- | -------------------------------------------- | --- | ----------------------------------------- | ------------------ | ------------------ | ------------------ |
| 瑞士                       | 聯邦制                                       | 瑞士聯邦委員會                                                                                       | 瑞士聯邦委員會                            |                    |                    |                    |
|                            | 聯邦制                                       | 波士尼亞與赫塞哥維納主席團                                                                           | 波士尼亞與赫塞哥維納部長會議主席          |                    |                    |                    |
| 圣马力诺                   | 單一制                                       | 聖馬力諾執政官                                                                                       | 聖馬力諾執政官                            |                    |                    |                    |
| 歷史上委員會體制國家       |                                              | |                                           |                    |                    |                    |
| 南斯拉夫社會主義聯邦共和國 | 联邦制                                       | 南斯拉夫社会主义联邦共和国主席团                                                                     | 南斯拉夫總理                              |                    |                    |                    |
| 乌拉圭                     | 單一制                                       | 乌拉圭全国政府委员会                                                                                 | 乌拉圭总统                                |                    |                    |                    |
| 烏克蘭人民共和國           | 人民共和国                                   | 总统委员会                                                                                           | 总统委员会                                |                    |                    |                    |
| 法兰西第一共和国           | 合议制 督政府 共和制 軍事獨裁 单一制         | 督政府 執政府                                                                                        | 督政府 執政府                             |                    |                    |                    |
| 苏联                       | 社会主义共和制 苏维埃社会主义共和国 联邦制   | 苏联最高苏维埃主席团                                                                                 | 苏联部长会议主席                          |                    |                    |                    |
| 中華民國                   | 三民主义国家 军事委员会 共和制               | 國民政府委員會 國民政府軍事委員會 國民政府主席 國民政府军事委员会委员會会                            | 行政院院長                                |                    |                    |                    |
| 汪精卫国民政府             | 三民主义 一黨專政 军事委员会 共和制 傀儡政權 | 中央政治委員會                                                                                       | 行政院長                                  |                    |                    |                    |
| 中华人民共和国             | 社会主义国家 民主集中制 社会主义共和制       | 中央人民政府委员会 中央人民政府委员会主席 中央委员会主席 中央军事委员会主席 中央政治局常务委员会委员 | 政务院总理                                |                    |                    |                    |
| 羅馬共和國                 | 共和制                                       | 三頭政治                                                                                             | 三頭政治                                  |                    |                    |                    |
|                            | 總統共和制                                   | 哥斯达黎加的莱盖茨·塔伊塔和高级政府军政府                                                            | 哥斯达黎加的莱盖茨·塔伊塔和高级政府军政府 |                    |                    |                    |
| 英格蘭共和國               | 共和制 军事獨裁                              | 國務會議                                                                                             | 護國公                                    |                    |                    |                    |